# 붉은볼따오기
붉은볼따오기(Hermit ibis)는 북부대머리따오기(Northern bald ibis)라고도 불리며, 초원, 바위산, 반사막과 같은 개방된 지역에서 발견되는 이동성 구세계 따오기아과로, 종종 흐르는 물과 가까운 곳에 서식한다. 이 70~80cm의 광택이 나는 검은 따오기는 많은 따오기아과 구성원들과 달리 물이 흐르지 않으며 깃털이 없는 붉은 얼굴과 머리, 길고 구부러진 붉은 부리를 가지고 있다. 이 따오기는 해안이나 산 절벽 가장자리에서 번식하며, 보통 막대기 둥지에 두세 개의 알을 낳고 도마뱀, 곤충 및 기타 작은 동물을 먹는다.
붉은볼따오기는 한때 중동, 북아프리카, 남부 및 중부 유럽 전역에 널리 퍼져 있었으며, 화석 기록은 최소 180만 년 전으로 거슬러 올라간다. 이 지역에서는 재도입 프로그램이 진행 중이지만 300여 년 전에 유럽에서 사라졌다. 2019년에는 모로코 남부에 약 700마리의 야생 조류가 남아 있었고, 시리아에는 10마리 미만의 야생 조류가 남아 있다가 2002년에 재발견되었지만 그 후 몇 년 동안 개체 수가 감소하여 0마리로 줄어들었다.
이러한 낮은 개체 수에 대응하기 위해 최근 국제적으로 재도입 프로그램이 도입되었다. 튀르키예의 반야생 번식 군집은 2018년에 약 250마리의 새를 기록했으며, 오스트리아, 이탈리아, 스페인, 모로코 북부 지역도 포함되었다. 이러한 프로그램과 모로코의 1990년대 약 200마리의 새가 자연적으로 성장한 덕분에 붉은볼따오기는 2018년 IUCN 적색 목록에서 멸종위기종에서 절멸위급종으로 하향 조정되었다. 약 2000마리의 붉은볼따오기가 사육 상태에서 살고 있다.
유럽의 장기적인 쇠퇴는 특히 어린 개체들을 사냥하고 잡아먹는 것과 관련이 있다. 따오기의 번식이 느리기 때문에 이는 지역 멸종으로 이어질 수 있다.

## 분류학
이 따오기는 털이 많고 다리가 긴 물새로, 긴 아래쪽으로 구부러진 부리를 가지고 있다. 저어새아과와 함께 이 새들은 저어새과에 속하는 하나의 아과를 형성한다. 붉은볼따오기의 가장 가까운 친척이자 이 속의 유일한 다른 구성원은 남아프리카의 남부대머리따오기이다. 두 마리의 대머리따오기속은 깃털이 없는 얼굴과 머리를 가지고 있으며, 나무보다는 절벽에서 번식하며, 친척들이 사용하는 습지보다 건조한 서식지를 선호한다는 점에서 다른 따오기들과 다르다.
이 종은 최소 400년 전에 두 개의 서로 다른 개체군으로 나뉘었을 가능성이 높으며, 그 이후로 두 개체군은 형태학적, 생태학적, 유전적으로 갈라져 왔다. 그럼에도 불구하고 이 따오기의 튀르키예와 모로코 개체군은 현재 별도의 아종으로 분류되지 않고 있다. 동부 조류와 서부 조류의 일관된 차이점 중 하나는 미토콘드리아 DNA의 사이토크롬 b 유전자에 단일 돌연변이가 있다는 점이다.

## 묘사
붉은볼따오기는 길이 70~80cm, 날개 길이 125~135cm, 평균 몸무게 1.0~1.3kg의 크고 광택이 나는 검은 새이다. 깃털은 검은색이며 청동색-녹색과 보라색 빛이 나며 새의 뒷목에는 부드러운 주름이 있다. 얼굴과 머리는 둔탁하고 깃털이 없으며 길고 구부러진 부리와 다리는 빨간색이다. 비행 중 이 새는 강력하고 얕으며 유연한 날개 비트를 가지고 있다. 번식지에서는 장경막에 울리고 높고 쉰 효 소리를 내지만, 그 외에는 조용하다.
수컷은 일반적으로 암컷보다 크고, 다른 집단에서 번식하는 따오기와 마찬가지로 부리가 더 길다. 부리가 긴 수컷은 짝을 유인하는 데 더 성공적이다. 솜털 같은 병아리는 균일하게 옅은 갈색 깃털을 가지고 있으며, 발아한 어린 개체는 어두운 머리, 연한 회색 다리, 연한 부리를 제외하고는 성체와 비슷하다. 어린 새의 머리와 목의 깃털이 없는 부분은 성숙할수록 점차 붉어진다. 모로코 새는 같은 성별의 튀르키예 새보다 부리가 훨씬 더 길다.

## 서식지
나무에 둥지를 틀고 습지에서 먹이를 먹는 다른 많은 따오기와 달리, 붉은볼따오기는 방해받지 않는 절벽 가장자리에서 번식하며, 반건조 스텝과 휴경지와 같은 불규칙하게 경작된 방목 건조 지역에서 먹이를 찾는다. 적절한 스텝 먹이 지역이 번식 절벽과 가까운 것은 중요한 서식지 요건이다.
모로코 번식 새들은 둥지 시즌이 끝난 후 해안을 따라 흩어져 서식한다. 해안 안개가 이 개체군에게 추가적인 수분을 공급하고 따오기들이 일 년 내내 머물 수 있도록 한다는 제안이 있다. 모로코 해안 지역에서 떨어진 나머지 지역에서는 북부 대머리 따오기가 겨울 동안 남쪽으로 이동했으며, 이전에는 스페인, 이라크, 이집트, 아소르스 제도, 그리고 카보베르데로 부랑자로 이동했다.
2006년에 13마리의 시리아 새를 위성 태그한 결과, 이 그룹의 세 성체와 태그가 없는 네 번째 성체가 거의 30년 동안 기록되지 않았던 에티오피아의 고지대에서 2월부터 7월까지 함께 겨울을 나는 것으로 나타났다. 이들은 사우디아라비아와 예멘을 거쳐 홍해 동쪽으로 남쪽으로 이동한 후 수단과 에리트레아를 거쳐 북쪽으로 돌아왔다.